# 灘菊酒造
灘菊酒造株式会社（なだぎくしゅぞう）は兵庫県姫路市に本社を置く日本酒メーカーである。1910年創業（川石本家酒類からの独立開業）。

## 概要
創業から今日まで、「灘菊」「きくのしずく」「MISA」などの清酒を中心に製造している。「お酒と食文化のハーモニー」を社是とし、自社の清酒を出す飲食店の運営も行っている。
創業以来、今日まで創業家の川石家が酒蔵を守り続けている。「フランス柔道の父」として知られる柔道指導者の川石酒造之助は創業者・川石酒造作の実弟である。

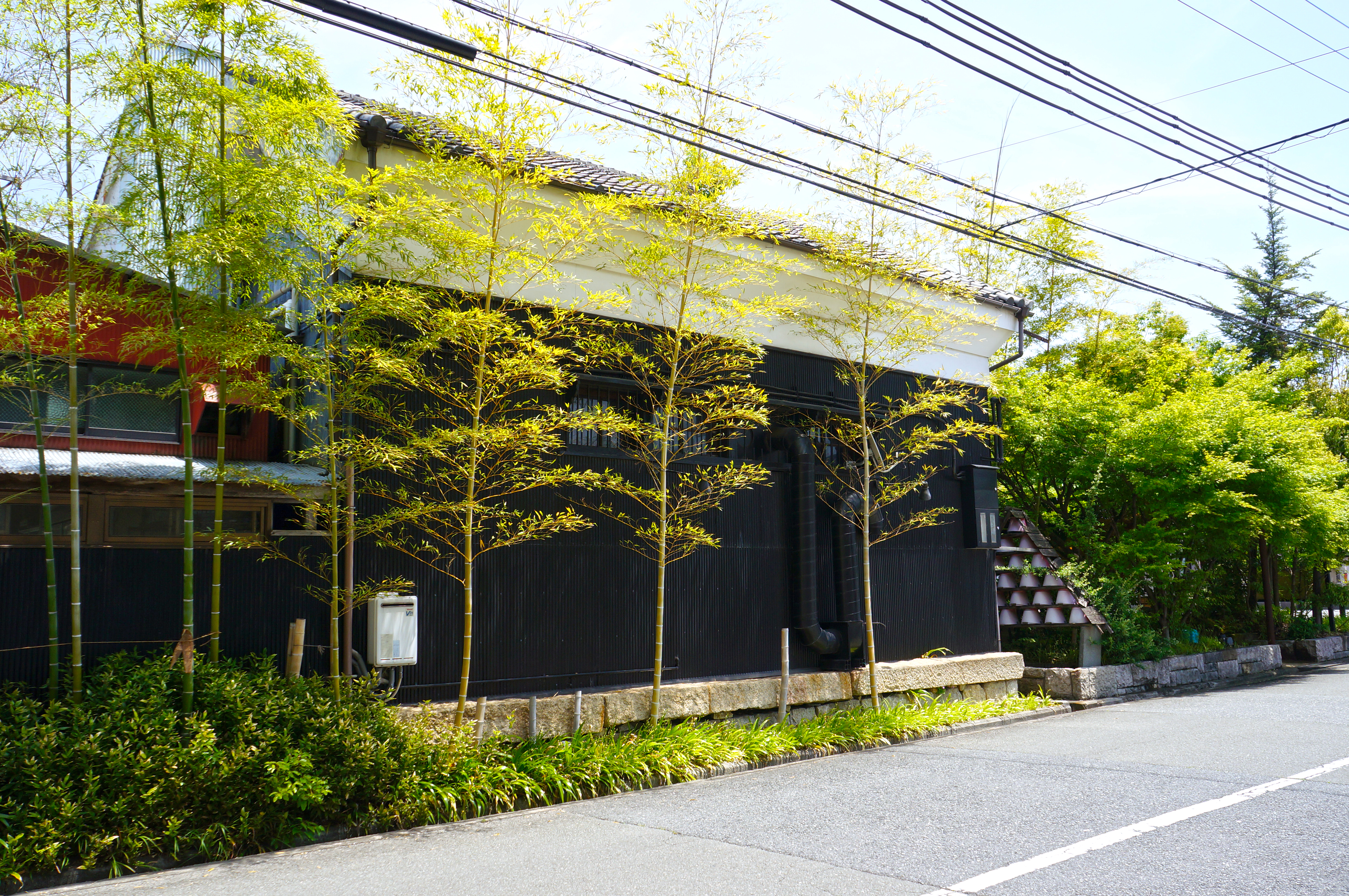
本社工場内の旧酒蔵を利用したレストラン（前蔵）

本社・酒蔵のある手柄地区は姫路市南部に所在する。酒蔵内には直売所や木造酒蔵を利用したレストランを併設している。

## 主な商品

### 灘菊シリーズ
- 純米吟醸 山田錦
- 純米 山田錦 兵庫夢錦
- 超辛口純米 一辛
- うすにごり甘口純米
- 本醸造原酒

### MISA33シリーズ
蔵元の三女である女性杜氏がプロデュースしている。
- 純米吟醸 山田錦（無濾過・生酒）
- 特別純米 兵庫夢錦（無濾過・生酒） - IWC2016純米の部 ブロンズメダル受賞